# Adiyanuthu
Adiyanuthu es  ciudad censal situada en el distrito de Dindigul en el estado de Tamil Nadu (India). Su población es de 17851 habitantes (2011). Se encuentra a 6 km de Dindigul y a 53 km de Madurai.

## Demografía
Según el censo de 2011 la población de Adiyanuthu era de 17851 habitantes, de los cuales 8904 eran hombres y 8947 eran mujeres. Adiyanuthu tiene una tasa media de alfabetización del 79,24%, inferior a la media estatal del 85,60%: la alfabetización masculina es del 71,13%, y la alfabetización femenina del 72,97%.